# Xalapa (kommun)
Xalapa är en kommun i Mexiko.   Den ligger i delstaten Veracruz, i den sydöstra delen av landet, 240 km öster om huvudstaden Mexico City.
Följande samhällen finns i Xalapa:
- Xalapa
- Colonia Santa Bárbara
- Lomas Verdes
- El Castillo
- Fraccionamiento las Fuentes
- San Antonio Paso del Toro
- Xoloxtla
- Colonia Olmeca
- Ejido Benito Juárez
- El Plan
- Colonia Ignacio Zaragoza
- Castillo Chico
- Loma Bonita
- Fernando Gutiérrez Barrios
- El Roble
- Piedra Parada
- Conecalli
- Ojo Zarco